# Khuynh thế hoàng phi
Khuynh thế hoàng phi (phồn thể: 傾世皇妃, bính âm: Qīng Shì Huáng Fēi) là một bộ phim truyền hình Trung Quốc, cốt truyện dựa trên cuốn tiểu thuyết cùng tên của nhà văn Mộ Dung Yên Nhi (giản thể: 慕容湮儿; phồn thể: 慕容湮兒, bính âm: Mùróng Yīner). Đây là bộ phim truyền hình đầu tiên mà Lâm Tâm Như giữ vai trò nhà sản xuất. Tại Việt Nam, phim được tập đoàn IMC mua bản quyền và phát sóng trên kênh TodayTV.
Phim khởi quay vào ngày 19 tháng 1 năm 2011 tại phim trường Phim trường Hoành Điếm và kéo dài đến ngày 6 tháng 4 năm 2011. Phim được phát sóng lần đầu tại Trung Quốc trên sóng Đài Truyền hình vệ tinh Hồ Nam vào ngày 30 tháng 9 năm 2011..

## Tóm tắt nội dung
Lưu ý: Phần sau đây có thể cho bạn biết trước nội dung của tác phẩm.
Bộ phim lấy bối cảnh thời Ngũ Đại Thập Quốc, nói về cuộc đời thăng trầm của cô công chúa Sở quốc Mã Phức Nhã và mối tình tay ba giữa cô với hai vị hoàng tử Mạnh Kỳ Hữu (Thục quốc) và thái tử Bắc Hán Lưu Liên Thành cùng với đó là cuộc chiến chốn hậu cung không bao giờ kết thúc. Cô lần lượt kết hôn với ba vị vua nhưng chưa từng là mẫu nghi thiên hạ mà cả cuộc đời chỉ làm hoàng phi.
Mã Phức Nhã không giống như các công chúa thùy mị của các nước khác mà từ nhỏ vốn được nuông chiều nhưng lại được thần dân Sở quốc hết mực kính trọng bởi là một "nữ thần y" sẵn sàng giúp đỡ mọi người khiến thái tử Bắc Hán Lưu Liên Thành cảm động, có tình cảm với nàng. Nhưng hoàng thúc của cô là Mã Nghĩa Phương cấu kết làm loạn, giết hại phụ hoàng của cô và từ đó, cô công chúa nhỏ mang trong mình hận nước thù nhà, tìm mọi cách để phục hưng Sở quốc. Nhưng không ngờ con gái của Mã Nghĩa Phương là Mã Tương Vân vì đố kỵ với tình cảm Liên Thành dành cho Phức Nhã nên đẩy cô xuống vách núi. Đúng lúc đó đại hoàng tử Thục quốc Mạnh Kỳ Hữu ra tay cứu giúp nhằm lợi dụng cô để đoạt lại ngôi vị thái tử và đưa cô vào Thục cung dự tuyển Thái tử phi. Hai người tuy bề ngoài lạnh lùng với nhau song trong lúc Phức Nhã cần sự ấm áp, che chở Kì Hữu đã xuất hiện và nảy sinh tình cảm. Nhưng không may biết bao sóng gió ập đến và họ quyết cùng nhau đối mặt, cuối cùng trở thành một đôi phu thê bình thường như hai người mong đợi và sống bên nhau trọn đời.
Hết phần cho biết trước nội dung

## Bảng phân vai
1. Lâm Tâm Như vai Mã Phức Nhã / Phan Ngọc / Mai Phi (mẹ Mạnh Kỳ Vẫn) / Đế Liên công chúa
2. Nghiêm Khoan vai Mạnh Kỳ Hữu
3. Hoắc Kiến Hoa vai Lưu Liên Thành
4. Hồng Tiểu Linh vai Mã Tương Vân
5. Dương Hựu Ninh vai Lưu Liên Hy
6. Vương Vũ vai Mạnh Kỳ Vẫn
7. Khưu Sảng vai Mạnh Kỳ Tinh
8. Miêu Hạo Quân vai Hoa Tử Kiều
9. Huệ Anh Hồng vai Đỗ Hoàng hậu
10. Tướng Khải vai Mạnh Tri Tường
11. Vương Lâm vai Hàn Chiêu nghi
12. Trịnh Khải vai Hàn Minh
13. Mao Tử Tuấn vai Mã Độ Vân (em trai Mã Phức Nhã)
14. Dương Khải Thuần vai Vân Châu
15. Lưu Đào vai Ôn Tịnh Nhược
16. Đỗ Tuấn Trạch vai Dịch Băng
17. Lưu Tử Kiều vai Liên Tư công chúa
18. Hách Trạch Gia vai Đỗ Hoan
19. Đới Xuân Vinh vai Độc Cô Thái hậu
20. Thần Thần vai Tô Diêu
21. Hách Lạc Phàm vai Tiểu Tâm Can
22. Chu Nhất Vy vai Sài Vinh
23. Lưu Vĩnh vai Mã Ân

## Đội ngũ sản xuất
- Trợ lý đạo diễn: Lý Thượng Vĩnh, Ngô Xuân Liên
- Đạo cụ: Ông Khản, Trần Lập Nhân, Trần Kiệt, Dương Đống Tân, Trương Dũng Huy, Tiết Chấn, Chung Trường Lượng, Lý Ngọc Khánh
- Đạo diễn casting: Lưu Hưng Châu
- Giám đốc lồng tiếng: Kỷ Nguyên
- Chỉ đạo nghệ thuật: Cao Hi Hi
- Thiết kế mỹ thuật: Lâm Trì
- Chỉ đạo hành động: Lăng Phi
- Thiết kế tạo hình: Hiểu Đào, Lam Địch
- Thiết kế thời trang: Thượng Lợi Á, Chu Vĩnh Cầm
- Hiệu ứng đặc biệt: Studio hiệu ứng đặc biệt A Bàn, A Bàn
- Ánh sáng: Chu Diễm Vĩ, Lưu Hoan Hoan, Tôn Tuấn Huy, Mao Kính Siêu, Tống Vĩ Phong, Sử Vĩnh Hoa, Vương Tráng, Vương Thắng, Bách Dược Bân, Lật Trung học
- Thu âm: Vạn Trọng Bình
- Kịch vụ: Trần Hi Vượng, Tống Phi Phi
- Giám sát kịch bản: Vương Lợi Quân, Hòa Kim Lỗ, Trương Vĩ, Trình Chí Gia, Bành Quang, Vu Lệ Vĩ, Giải Giang Phóng, Dương Kiến Cường, Trần Ái Hoa, Hàn Xuân Ba, Trương Hiểu Minh
- Thiết kế bối cảnh phim: Lý Quốc Anh, Lăng Lưu Căn, Hàn Dược Trung
- Phát hành: Trương Quân Hàm, Lý Giai
- Điều phối: Hậu Kế Nguyên
- Điều phối dự án: Diêu Gia, Dương Á Quỳnh
- Tuyên truyền: Chu Diễm, Tạ Nhĩ Kì, Lưu Kiện, Đỗ Kiếm, Khả Thanh, Kim Ba
- Nhiếp ảnh gia hậu trường: Cao Di Bình, Lâm Triết Khải, Cam Dũng
- Đối ngoại: Viên Tiểu Vinh, Lý Vũ Lâm
- Tìm kiếm nguồn đầu tư: Thích Cảnh Hồng
- Hậu sản xuất: Lý Hiểu Duy

## Phát sóng
| Quốc gia   | Kênh truyền hình                 | Phát sóng tập đầu    | Tên khác                         |
| ---------- | -------------------------------- | -------------------- | -------------------------------- |
| Trung Quốc | Truyền hình Hồ Nam               | 30 tháng 9 năm 2011  |                                  |
| Trung Quốc | Kênh phim truyền hình Thượng Hải | 5 tháng 12 năm 2011  |                                  |
| Trung Quốc | Kênh 1 Diêm Thành, Giang Tô      | 23 tháng 1 năm 2012  |                                  |
| Trung Quốc | Truyền hình Thanh Hải            | 3 tháng 4 năm 2012   |                                  |
| Trung Quốc | Truyền hình Quảng Tây            | 3 tháng 4 năm 2012   |                                  |
| Trung Quốc | Truyền hình An Huy               | 8 tháng 4 năm 2012   |                                  |
| Trung Quốc | Truyền hình Quảng Tây            | 14 tháng 2 năm 2015  |                                  |
| Đài Loan   | Công ty Truyền hình Trung Quốc   | 22 tháng 11 năm 2011 |                                  |
| Đài Loan   | LSTIME                           | 25 tháng 2 năm 2013  |                                  |
| Đài Loan   | Azio TV                          | 1 tháng 11 năm 2012  |                                  |
| Canada     | Talentvision                     | 23 tháng 8 năm 2012  |                                  |
| Hàn Quốc   | Chunghwa TV                      | 7 tháng 1 năm 2012   | 경세황비 (Gyeong Se Hwang Bi)    |
| Hoa Kỳ     | ICN TV network                   | 7 tháng 2 năm 2012   | The Glamorous Imperial Concubine |
| Malaysia   | ASTRO                            | tháng 3 năm 2012     | The Glamorous Imperial Concubine |
| Việt Nam   | Today TV                         | 21 tháng 6 năm 2012  | Khuynh Thế Hoàng Phi             |
| Hồng Kông  | TVB Jade HD                      | 22 tháng 5 năm 2012  |                                  |
| Hồng Kông  | TVB                              | 25 tháng 7 năm 2012  | 倾世皇妃                         |

## Âm nhạc
| Tên                  | Tên gốc    | Lời            | Soạn nhạc     | Trình bày     | Loại           |
| -------------------- | ---------- | -------------- | ------------- | ------------- | -------------- |
| Khuynh thế hoàng phi | i倾世皇妃  | Phương Văn Sơn | Quách Lượng   | Lâm Tâm Như   | Nhạc đầu phim  |
| Lắng nghe Thiếp      | 倾听我     | Từ Nhược Tuyên | Ngô Khắc Quần | Lâm Tâm Như   | Nhạc cuối phim |
| Biển tuyết hương mận | 雪海香梅尽 |                |               |               | Nhạc chủ đề    |
| Khuynh thế           | 倾世       | Mao Tuệ        | Mao Tuệ       | Hoắc Kiến Hoa | Nhạc chủ đề    |

## Rating
| Ngày       | Tập   | Rating (%) | Rating share (%) | Xếp hạng |
| ---------- | ----- | ---------- | ---------------- | -------- |
| 2011-9-30  | 1-2   | 1.65       | 4.54             | 1        |
| 2011-10-01 | 3-4   | 1.74       | 5.70             | 1        |
| 2011-10-02 | 5-6   | 1.75       | 5.68             | 1        |
| 2011-10-03 | 7-8   | 1.98       | 6.65             | 1        |
| 2011-10-04 | 9-10  | 2.03       | 7.88             | 1        |
| 2011-10-05 | 11-12 | 2.04       | 8.29             | 1        |
| 2011-10-06 | 13-14 | 1.57       | 9.04             | 1        |
| 2011-10-07 | 15-16 | 1.50       | 10.65            | 1        |
| 2011-10-08 | 17-18 | 1.77       | 10.07            | 1        |
| 2011-10-09 | 19-20 | 1.90       | 10.98            | 1        |
| 2011-10-10 | 21-22 | 2.01       | 11.23            | 1        |
| 2011-10-11 | 23-24 | 2.13       | 10.66            | 1        |
| 2011-10-12 | 25-26 | 2.33       | 12.02            | 1        |
| 2011-10-13 | 27-28 | 2.26       | 11.66            | 1        |
| 2011-10-14 | 29-30 | 2.77       | 12.45            | 1        |
| 2011-10-15 | 31-32 | 2.97       | 12.75            | 1        |
| 2011-10-16 | 33-34 | 3.01       | 13.13            | 1        |
| 2011-10-17 | 35-36 | 2.88       | 13.65            | 1        |
| 2011-10-18 | 37-38 | 3.23       | 13.44            | 1        |
| 2011-10-19 | 39-40 | 3.25       | 13.34            | 1        |
| 2011-10-20 | 41-42 | 3.35       | 13.23            | 1        |
| 2011-10-21 | 43-44 | 3.47       | 14.78            | 1        |

## Giải thưởng
2011 Youku
- Nhà sản xuất xuất sắc nhất - Lâm Tâm Như
- Nữ diễn viên chính xuất sắc nhất - Lâm Tâm Như
- Nam diễn viên hấp dẫn nhất - Hoắc Kiến Hoa
- Top 10 phim truyền hình của năm
- Nam diễn viên phụ xuất sắc nhất - Mao Tử Tuấn
- Nữ diễn viên phụ xuất sắc nhất - Hồng Tiểu Linh

Giải thưởng phim truyền hình quốc gia Trung Quốc (Quốc kịch thịnh điển)
- Nhà sản xuất xuất sắc nhất - Lâm Tâm Như
- Nam diễn viên nổi tiếng nhất - Nghiêm Khoan

Dragon TV
- Phim truyền hình yêu thích nhất của năm

2012 Điện ảnh.net
- Nữ diễn viên được yêu thích nhất khu vực Đài Loan - Lâm Tâm Như

2012 Jeanwest
- Nữ diễn viên truyền hình xuất sắc nhất
- Nam diễn viên nổi tiếng nhất - Nghiêm Khoan